# Alex Kirsch
Alex Kirsch (født 12. juni 1992 i Luxembourg) er en cykelrytter fra Luxembourg, der er på kontrakt hos Lidl-Trek.